# Conus genuanus
Conus genuanus is een in zee levende slakkensoort uit het geslacht Conus. De slak behoort tot de familie Conidae. Conus genuanus werd in 1758 beschreven door Carl Linnaeus.

## Beschrijving
Net zoals alle soorten binnen het geslacht Conus zijn deze slakken roofzuchtig en giftig. Zij bezitten een harpoenachtige structuur waarmee ze hun prooi kunnen steken en verlammen. Het taps toelopende huisje is fraai getekend en wordt 7 cm hoog.